# 选择排除
选择排除（opt-out）可能有若干种含义：一是指各種允许个人選擇避免收到不請自來的產品或服務訊息的方法；二是選擇不參予活動，包括社團活動、同事聚會、教會團聚等可以有自我選擇權的項目；此外，法律和政治上，可以指不参与某项法案立法或不被某项法案内容约束的权力，如欧洲联盟中的选择退出权等。